# Claraeola palgongsana
Claraeola palgongsana är en tvåvingeart som först beskrevs av Kozanek, Suh och Kae Kyoung Kwon 2003.  Claraeola palgongsana ingår i släktet Claraeola och familjen ögonflugor.
Artens utbredningsområde är Sydkorea. Inga underarter finns listade i Catalogue of Life.